# 라이언에어
라이언에어(영어: Ryanair, 런던: RYA 나스닥: RYAAY)는 아일랜드의 저비용 항공사이다. 본사가 있는 더블린 공항을 비롯해 50여개의 허브 공항을 가졌으며, 아일랜드와 유럽의 저비용 항공사를 통틀어 가장 규모가 크다. 라이언에어의 발표자료에 따르면, 라이언에어의 2014년 한 해 승객수는 약 8천 6백만명으로 나타났다. 이어, 2015년 1월에는 약 598만명, 2월에는 580만명으로 조사되었다.

## 개요
1985년에 설립되었다. 저렴한 운임을 내세워 빠르게 성장했으며, 현재 유럽의 저비용 항공사 중에서 가장 규모가 크다. 아일랜드의 더블린 공항과 영국 런던에서 3번째로 큰 런던 스탠스테드 공항 등을 허브 공항으로 한다. 총 51개의 허브 공항이 있으며, 이는 유럽 전체의 항공사를 통틀어 최대 개수이다.

## 특징

### 저렴한 운임
라이언에어는 저비용 항공사 내에서도 운임이 매우 저렴한 축에 속한다. 런던발 파리행 항공편 요금이 0.99유로에 불과할 정도이다. 이외에도 런던—오슬로, 런던—헬싱키 등 다수의 노선에서 예약 할인 등을 적용해 10유로 미만의 운임을 제공한다.
미국의 저비용 항공사인 사우스웨스트 항공이 확립한 저비용 항공사 비즈니스 모델을 충실하게 따르면서도, 그 외의 다양한 방법을 시도해 최저의 운임을 만들어낸다. 대도시의 국제공항에 취항하는 대신 교외의 국내공항에 취항하는가 하면, 판매 대리점을 두지 않고 인터넷 항공권 판매를 중심으로 하는 등 여러 비용을 줄인다.

### 발착하는 공항
전술한 것처럼 라이언에어가 사용하는 공항은 발착에 걸리는 비용을 줄일 수 있는 대도시 교외의 2차 공항이 많다. 파리에 위치한 파리 보베 공항과 스톡홀름에 위치한 스톡홀름 스카브스타 공항 등, 라이언에어가 거점으로 취한 교외 공항의 상당수는 출발지로부터의 거리와 비용을 단축할 수 있다는 장점이 있지만 원도심으로 이동하려는 승객은 추가적인 교통편을 마련해야한다는 단점을 떠안게 된다. 이런 공항은 다른 캐리어의 취항에 대해 소극적이며, 결과적으로 라이언에어 이외에 다른 항공사가 거의 취항하지 않는 상태가 되고 있다. 한편 마드리드에 위치한 마드리드 바라하스 국제공항과 런던에 위치한 런던 개트윅 공항과 같이, 대형 항공사와 같은 공항에 노선을 연장하는 경우도 존재한다. 또한 벨파스트에서 메인 공항보다 도시의 중심부에 가까운 공항에 노선을 취항하고 있다.
라이언 에어는 각 공항과의 취항 교섭에 임하여 공항 사용료 및 착륙료의 대폭적인 할인이나 보조금의 거출 이용 촉진 캠페인의 실시를 요구하는 것이 일반적이다. 또 저가 운임을 유지하기 위해 충분한 보조를 얻을 수 없다고 판단했을 경우, 공항에서 철수 하거나 노선의 축소를 실시해 보다 조건이 좋은 타 공항에 취항하는 것이 많다.
2012년, 유럽위원회로부터 샤를루아 공항 취항과 관련해 수령한 300만 파운드의 보조금을 상환하라는 판결을 받았다. 이로 인해, 브뤼셀의 샤를루아 브뤼셀 쉬드 공항과 런던 스탠스테드 공항을 오가는 직항 노선이 폐지되었다.

### 비용 저감 정책

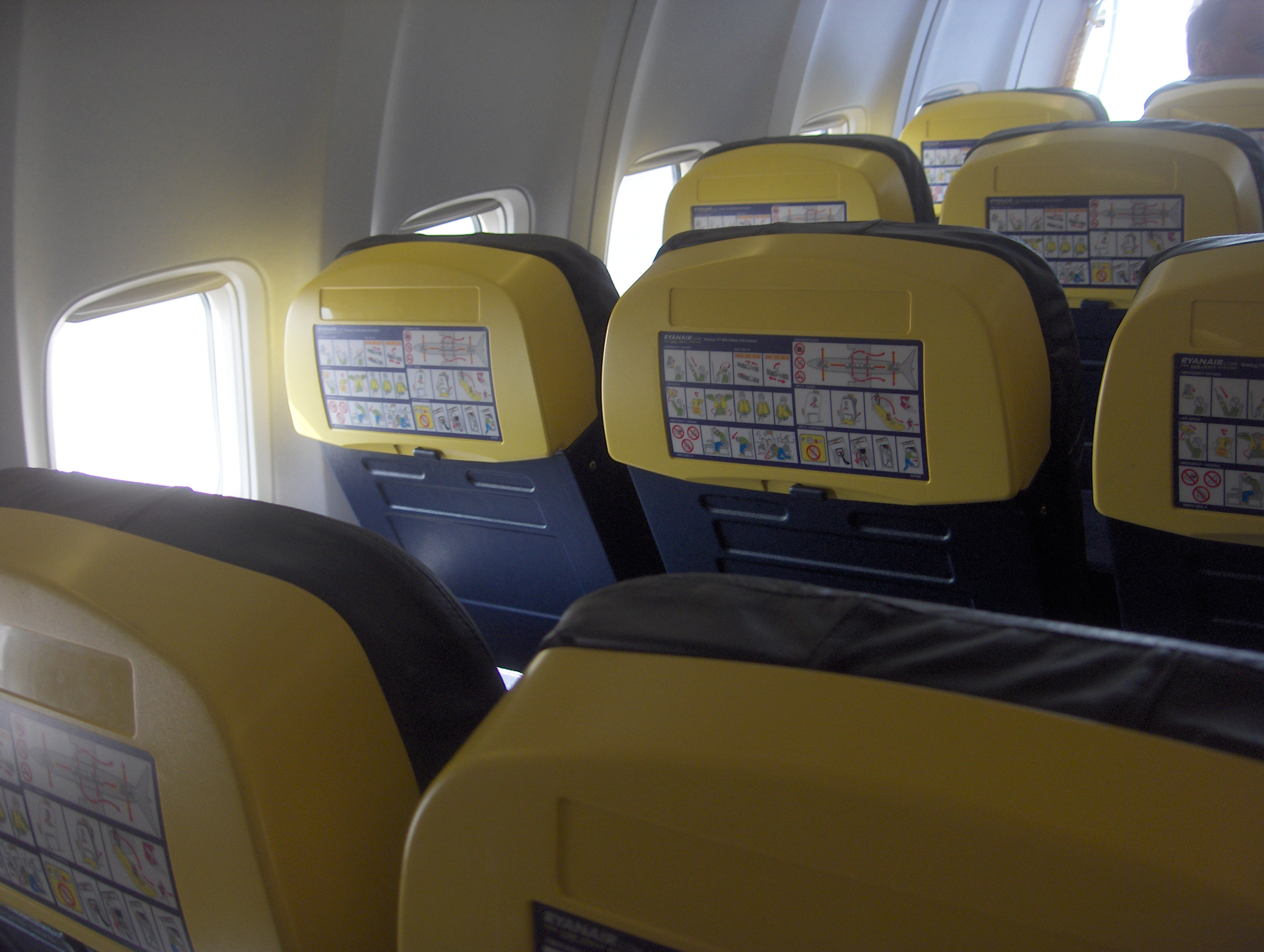
시트 테이블과 시트 포켓이 폐지되어 기내 안전수칙이 시트뒤에 붙여진 라이언에어의 기내석

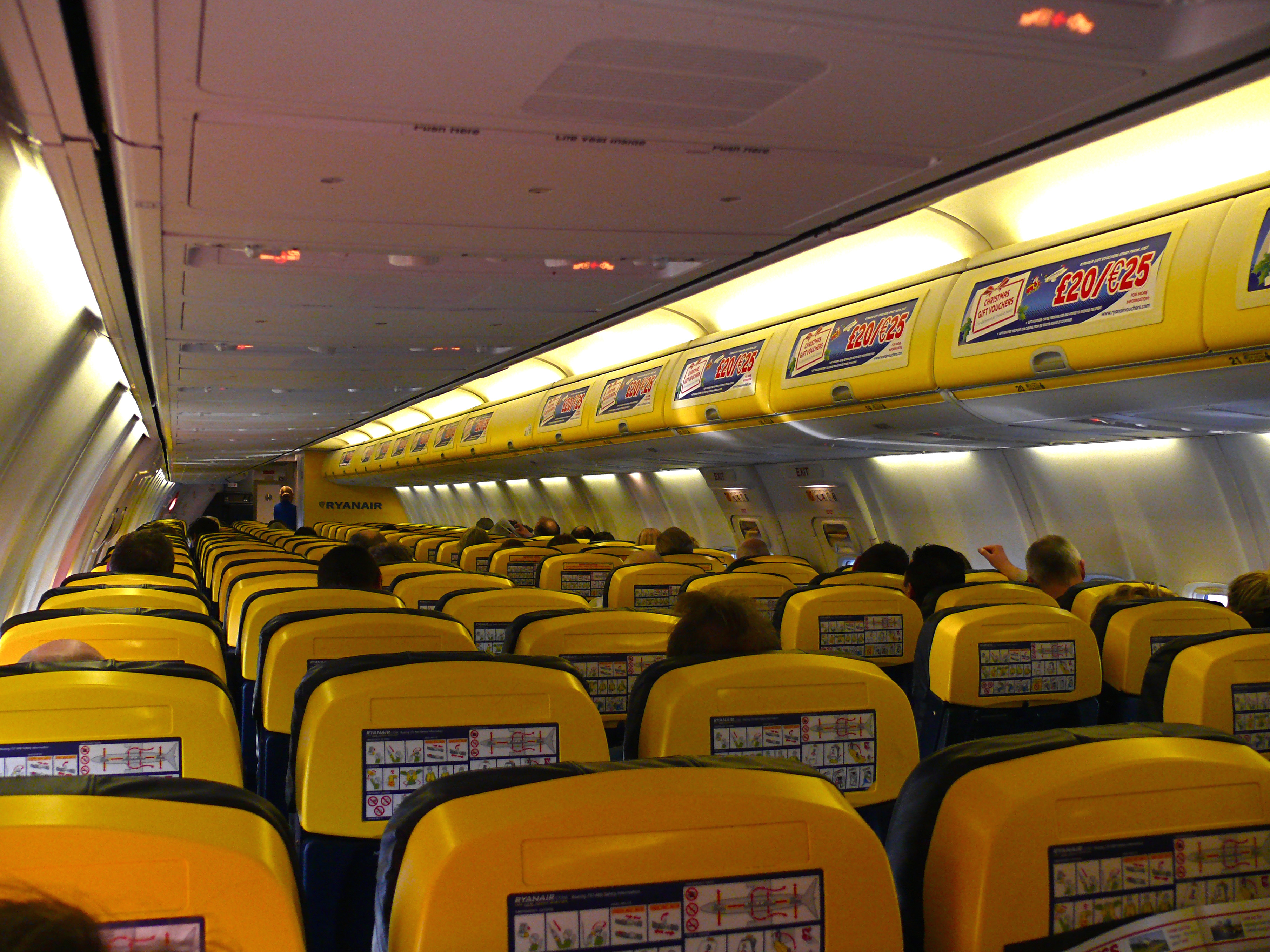
라이언에어의 캐빈

운영비 삭감의 일환으로 기내 서비스도 최대한 간소화하고 있다. 많은 저비용 항공사의 공통점이다.

#### 기내 서비스 간소화의 예
- 좌석 클래스를 일반석으로 통일.
- 마일리지 포인트의 제공과 지정 좌석제의 폐지.
- 신문, 잡지, 모포의 서비스를 폐지.
- 개인용 비디오나 기내 음악 방송등의 기내 엔터테인먼트의 폐지.
- 기내식이나 음료수의 무상 제공을 폐지하고 유료로 판매.
- 기내 시트의 리클라이닝 기능과 시트 테이블, 시트 포켓 폐지.
- 기내 시트에 청소하기 쉬운 가죽 의욕을 사용.

2009년 5월부터 공항내의 체크인 카운터의 경우 전용 카운터를 제외하고 나머지 카운터를 철거했다. 공항에서의 탑승 수속을 폐지해 탑승권의 발행은 인터넷에서만 가능하게 되었다.

#### 부가 요금
라이언에어의 수입은 항공권 판매 외에도 부가 요금에 의지하는 것이 가장 크다. 따라서 항공권 자체는 파격이어도 많은 서비스가 유료인 경우가 많으나 라이언에어만 한정된 것은 아니다.
- 기내식이나 음료수의 경우 유상 판매하나 음식물을 반입하는 것은 자유롭다.
- 짐을 빌려도 유료이며 항공권 구입의 시점에서 사전에 예약하면 짐 보관 요금이 할인된다.
- 항공권 구입의 시점에서(특정의 데이빗 카드를 보유하는 사람만 제외) 지불 수수료가 든다.
- 다른 승객보다 먼저 탑승할 수 있는(좌석을 선택할 수 있는 제도) 우선 탑승 서비스가 유료로 제공되고 있다.

### 향후 계획
아일랜드의 국영 항공사인 에어링구스의 매수를 종종 표명하고 있어, 2006년과 2008년에 TOB를 실시했다. 이미 에어링구스의 주식의 30%를 보유하는 필두 주주가 되고 있지만 인수는 실현되지 않았다.

### 경착륙
기상 상황이나 조종사의 숙련도, 기종에 관계없이 경착륙이 잦은 것으로 알려져있다.

## 논란
때때로 라이언에어는 지명도를 올리기 위해 실행 불가능한 생각할 정도의 제안을 발표해 주목을 받는 일이 있다.
- 좌석의 일부를 철거해 서서 타기 서비스를 개시[4]
- 비만이 있는 승객에게 별도의 요금을 적용[5]
- 수탁 수화물을 비행기까지 승객이 직접 이동

라이언에어의 CEO는 영국 BBC와의 인터뷰에서 기내 화장실의 유료화를 검토하고 있다고 언급했다가 농담으로 결론 지으면서 해프닝으로 끝났다.

#### 승객의 대우

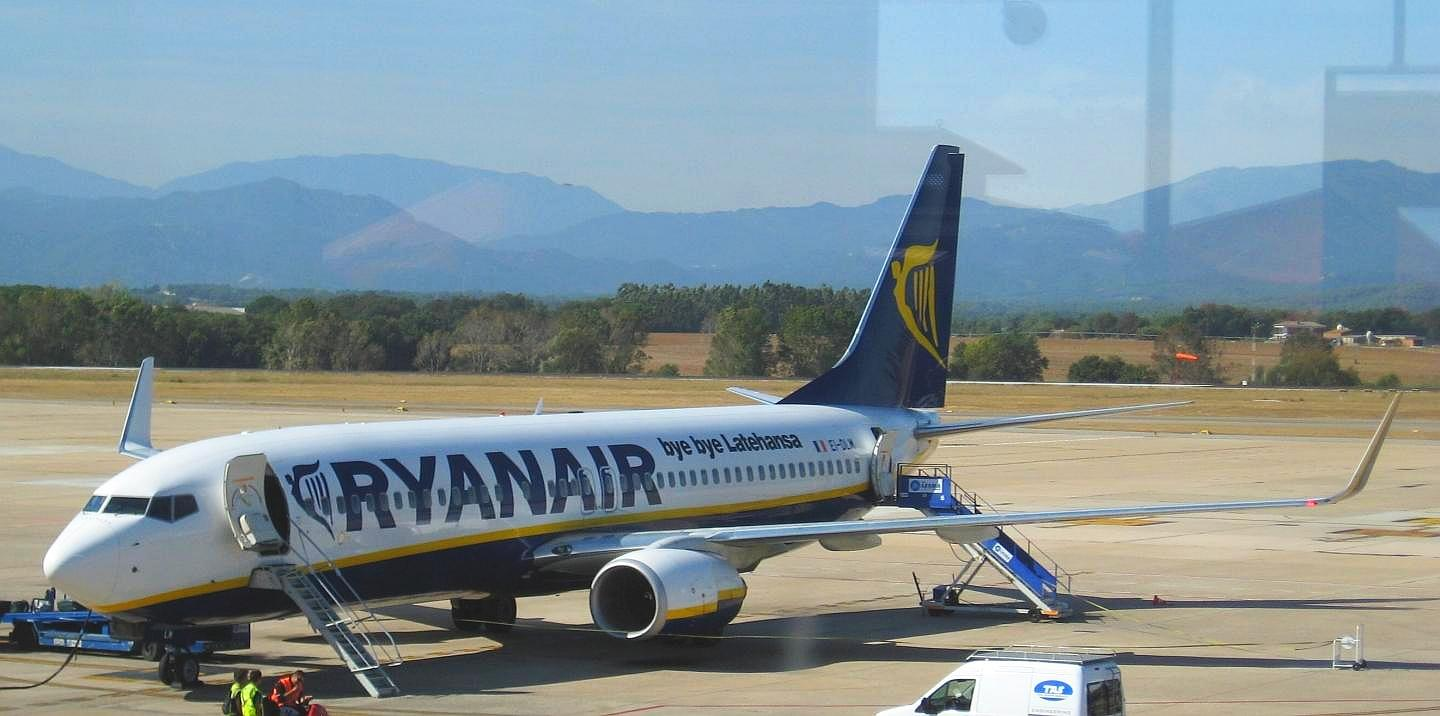
루프트한자를 비난하는 메시지를 적용한 라이언에어의 보잉 737-800

라이언에어는 지각으로 인해 환승편을 놓쳤을 경우에 항공권 구입을 승객이 하게 한다. 환승하는 것을 전제로 하고 있지 않기 때문이다.

#### 영국방송국에 의한 잠입 취재
영국의 방송국인 채널 4에서 2명의 여성 스탭을 동항공 회사의 객실 승무원으로 보내 5개월 동안 잠입 취재를 실시한 다큐멘터리「Dispatches: Ryanair Caught Napping 보관됨 2010-09-13 - 웨이백 머신」가 있다. 일본에서 세계 만외관!텔레비전 특수부에서 방송된 적이 있었다. 이 작품은 항공 회사로 믿기 어려운 실태를 내부로부터 폭로하고 있어 잠입 취재 때문에 기본적으로는 생의 음성이나 영상이 사용되고 있다. 모든 내용은 라이언에어의 문서로 부정하고 있다.

## 운항 노선

Ryanair가 운항하는 국가

## 보유 기종
- 2020년 6월 기준으로 라이언에어는 다음과 같은 기종을 보유하고 있다.

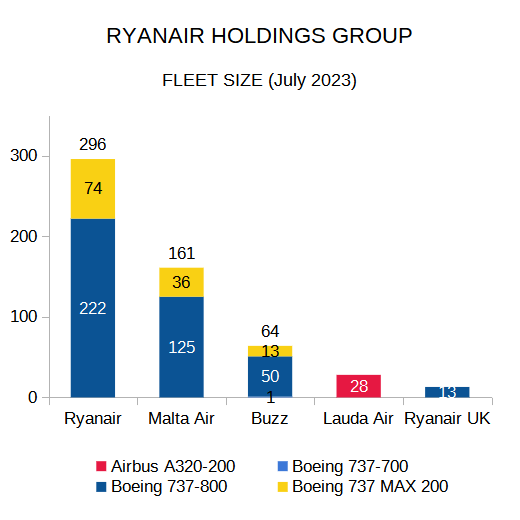
라이언에어 홀딩스 그룹의 항공기 보유 대수

## 같이 보기
- 저비용 항공사 목록

## 사진

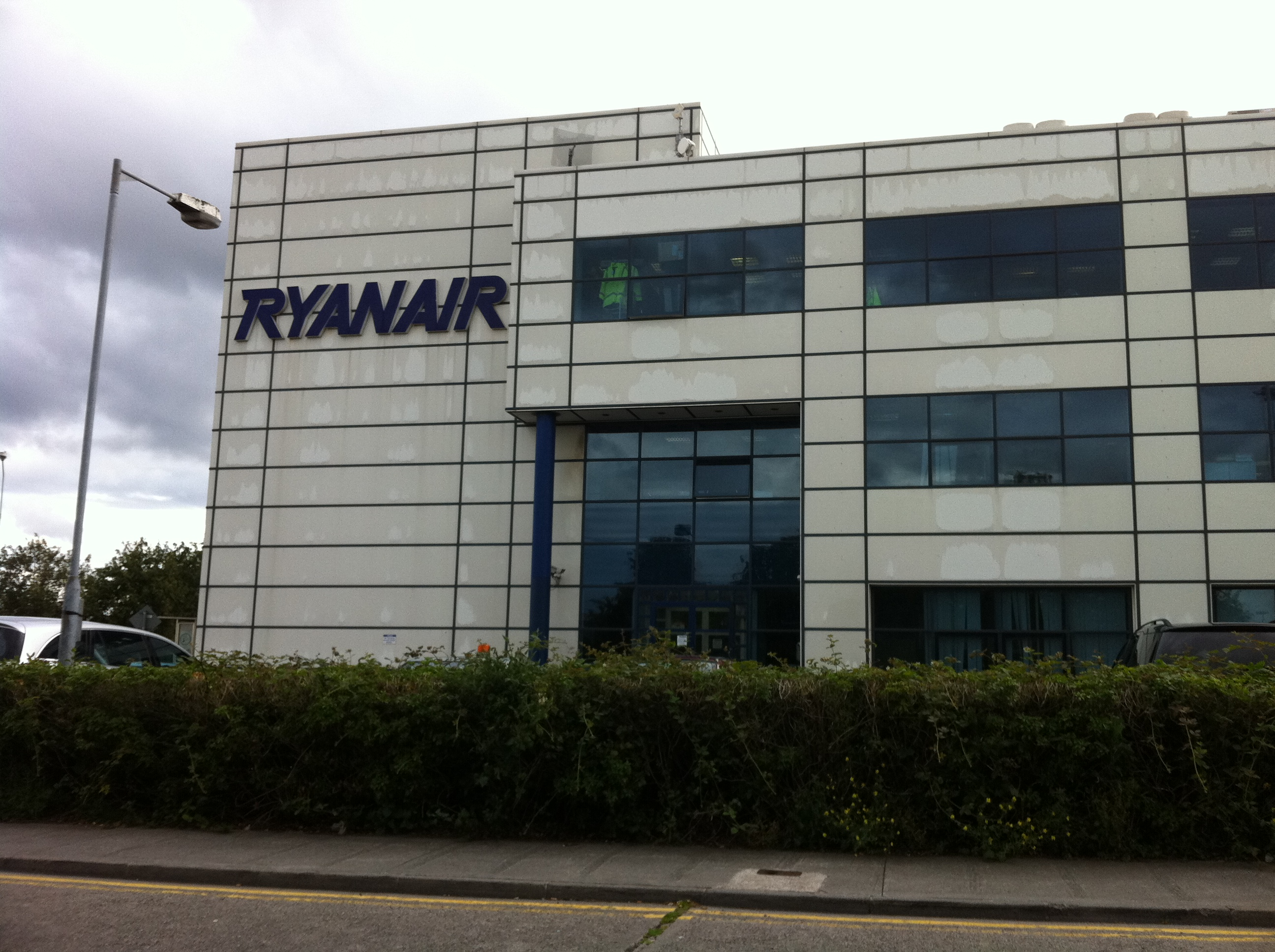
라이언에어 본사
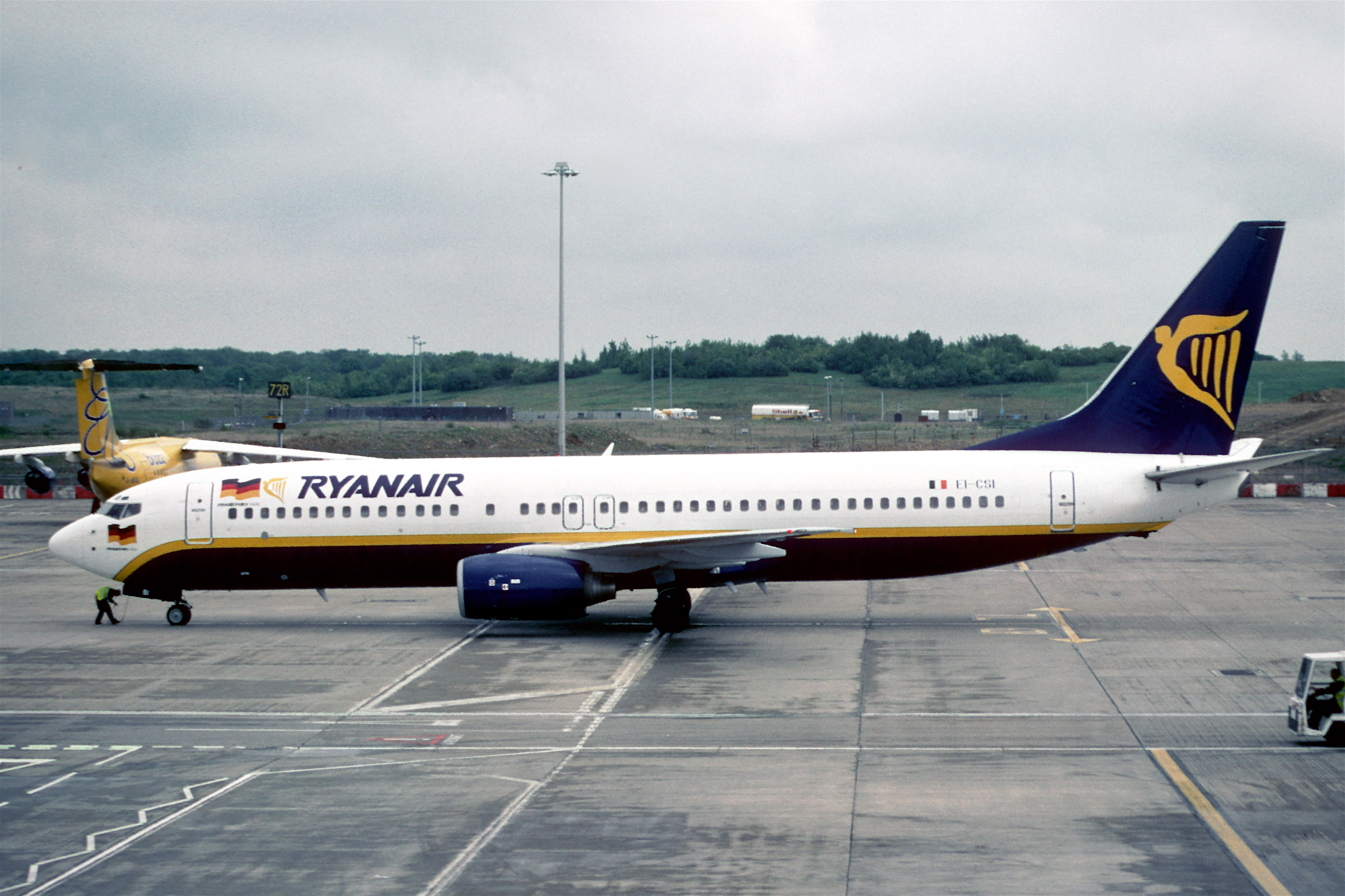
라이언에어의 보잉 737-800
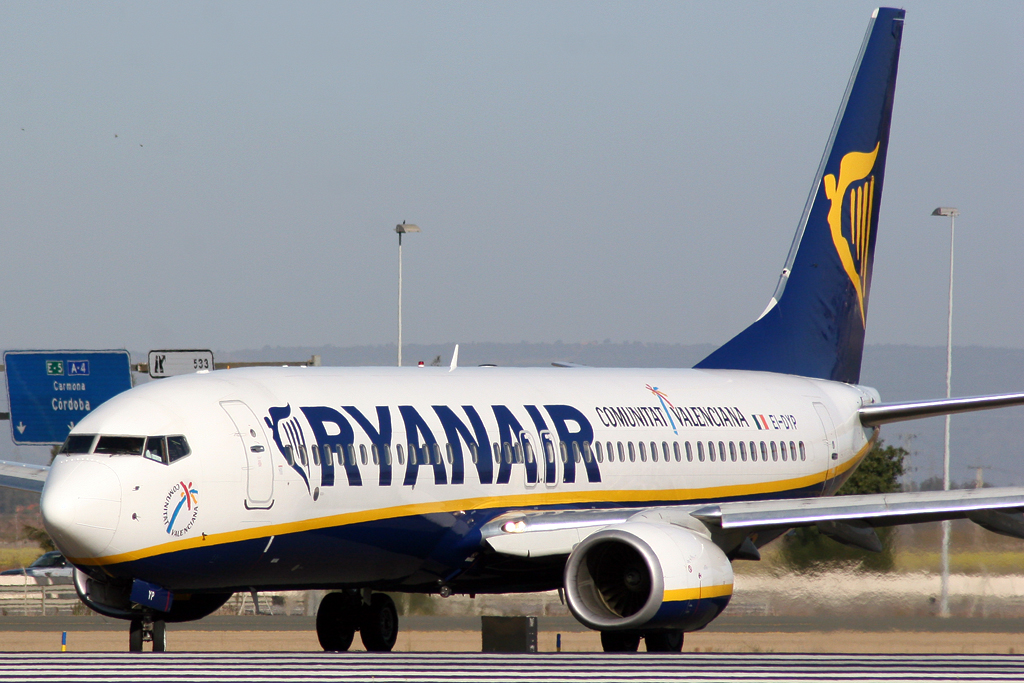
라이언에어의 보잉 737-800
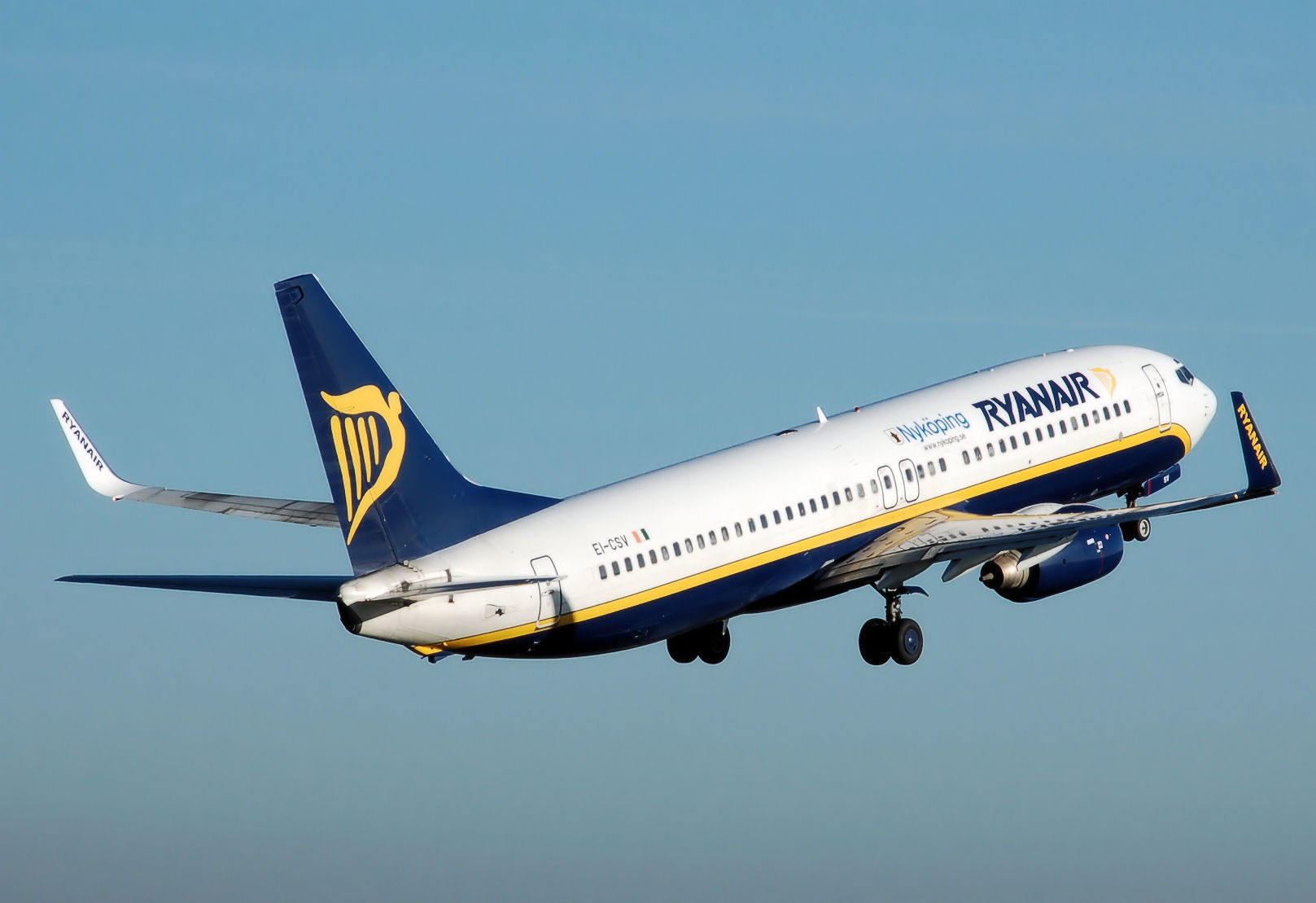
라이언에어의 보잉 737-800
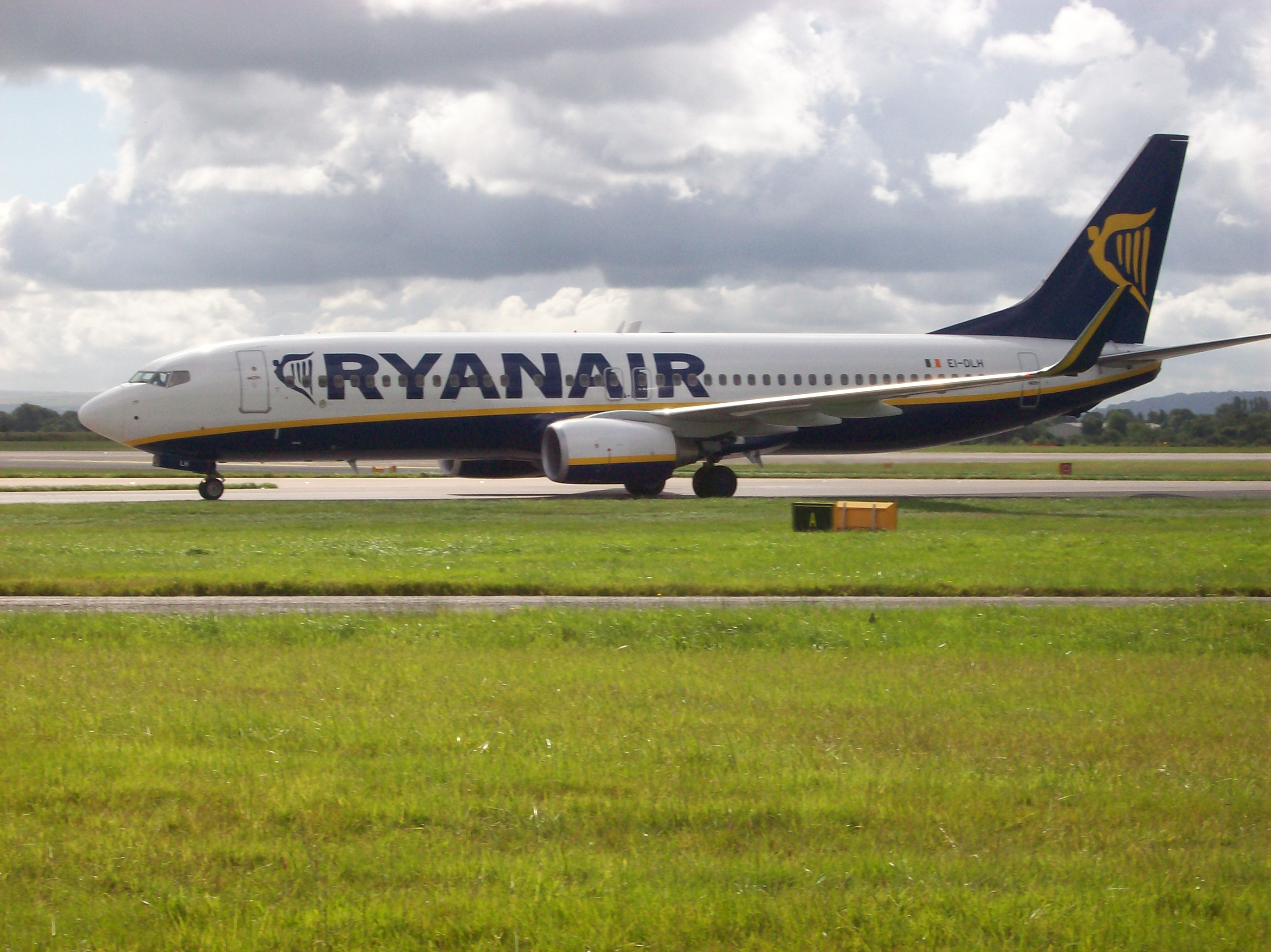
라이언에어의 보잉 737-800
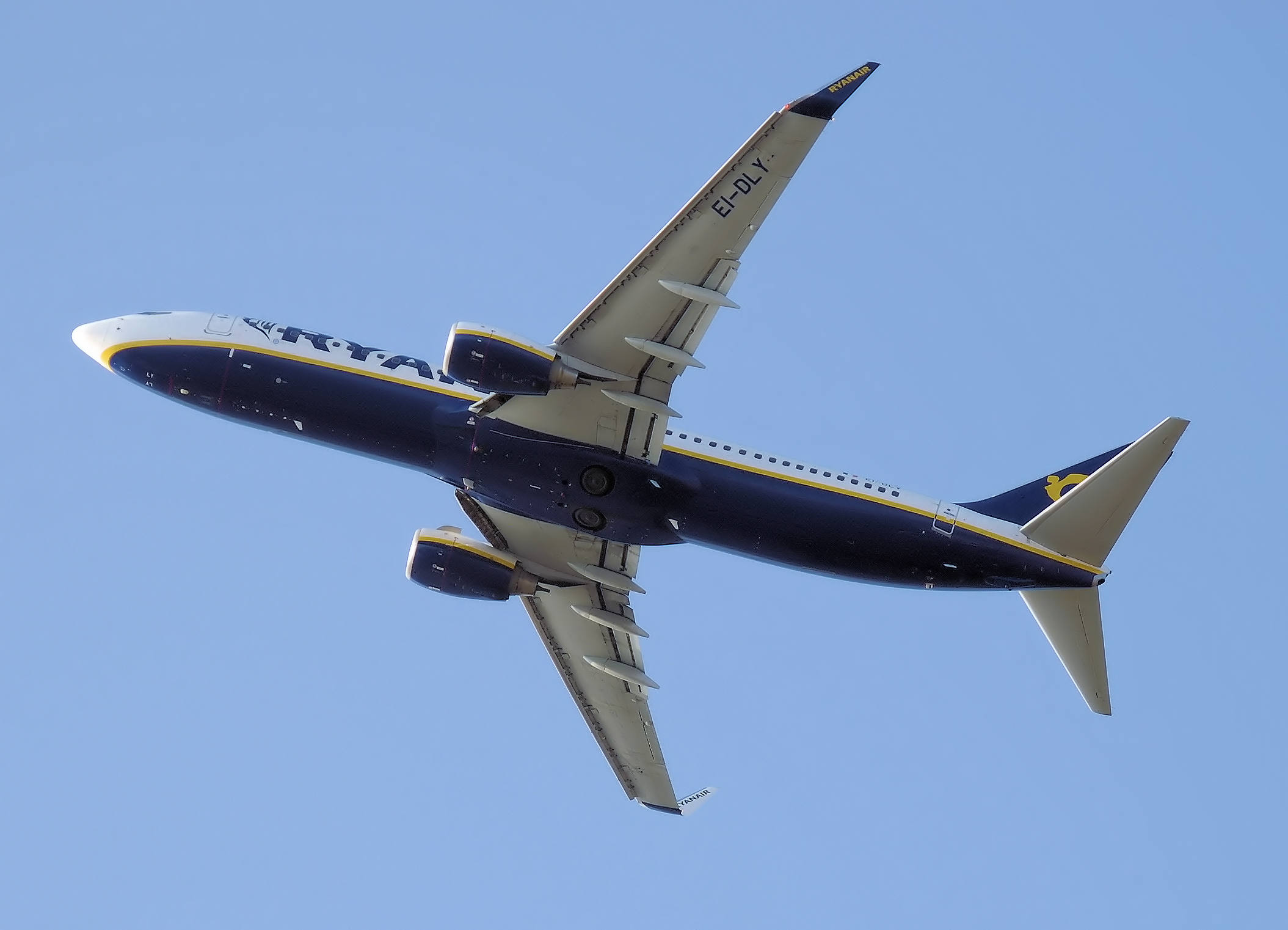
라이언에어의 보잉 737-800
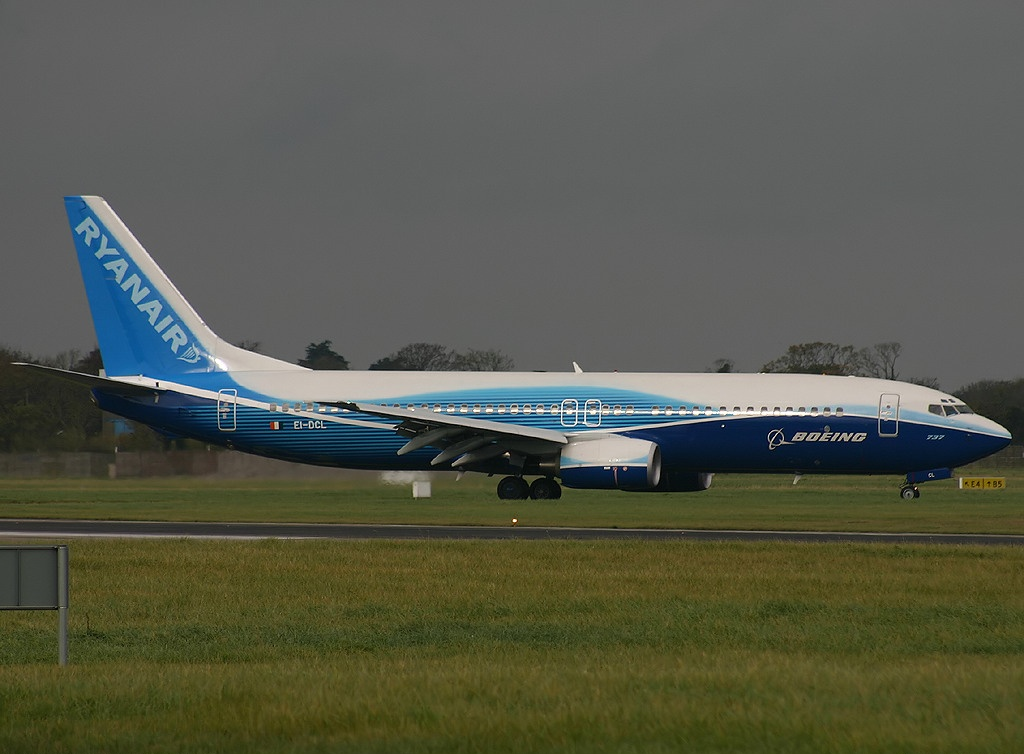
라이언에어의 보잉 737-800 보잉 도장